# J1 League 2023
La J1 League 2023, conocida por motivos de patrocinio como «2023 J1 League Meiji Yasuda» (2023 明治安田生命J1リーグ 2023 Meiji Yasuda Seimei J1 Rīgu?), fue la quincuagésima octava temporada de la máxima categoría del fútbol en Japón, y fue la trigésima primera temporada de la J1 League, la máxima división japonesa desde su instauración en 1993. También fue la última temporada con 18 equipos ya que a partir de la temporada 2024 se expandió a 20 equipos, por lo que hubo un descendido en esta temporada. Comenzó el 17 de febrero y terminó el 3 de diciembre.
Yokohama F. Marinos fue el campeón defensor, habiendo ganado su quinta J1 League y su séptimo campeonato japonés en 2022 en el partido final de la temporada.

## Equipos
Un total de 18 equipos disputaron la liga. En 2022, descendieron dos equipos a la J2 League 2023, estos fueron Shimizu S-Pulse y Júbilo Iwata, dando como resultado que la prefectura de Shizuoka no tenga representación en la máxima división japonesa. Kyoto Sanga jugó la promoción y empató en el marcador global 1-1 ante Roasso Kumamoto manteniendo la categoría por ventaja deportiva. Albirex Niigata, campeón de la J2 League 2022 regresó a la J1 League tras una ausencia de cinco años, y Yokohama F. C., que volvió a la máxima categoría luego de una temporada.

### Ascensos y descensos
| Pos  | Descendidos en la temporada 2022 |
| ---- | -------------------------------- |
| 17.º | Shimizu S-Pulse                  |
| 18.º | Júbilo Iwata                     |

| Pos | Ascendidos de la J2 League 2022 |
| --- | ------------------------------- |
| 1.º | Albirex Niigata                 |
| 2.º | Yokohama F. C.                  |

### Datos generales
| Equipo              | Ciudad        | Estadio                                    | Capacidad     |
| ------------------- | ------------- | ------------------------------------------ | ------------- |
| Albirex Niigata     | Niigata       | Estadio Denka Big Swan                     | 42 300        |
| Avispa Fukuoka      | Fukuoka       | Estadio Best Denki                         | 21 562        |
| Cerezo Osaka        | Osaka         | Estadio Yanmar Nagai Estadio Yodoko Sakura | 47 853 24 481 |
| Consadole Sapporo   | Sapporo       | Domo de Sapporo                            | 38 794        |
| F. C. Tokio         | Tokio         | Estadio Ajinomoto                          | 47 851        |
| Gamba Osaka         | Suita (Osaka) | Estadio Panasonic Suita                    | 39 694        |
| Kashima Antlers     | Kashima       | Estadio de Kashima                         | 38 669        |
| Kashiwa Reysol      | Kashiwa       | Estadio Sankyo Frontier Kashiwa            | 15 109        |
| Kawasaki Frontale   | Kawasaki      | Estadio Todoroki Kawasaki                  | 26 827        |
| Nagoya Grampus      | Nagoya        | Estadio Toyota Estadio Paloma Mizuho       | 43 739 27 000 |
| Kyoto Sanga         | Kioto         | Estadio Sanga by Kyocera                   | 20 300        |
| Sanfrecce Hiroshima | Hiroshima     | Estadio EDION Hiroshima                    | 35 909        |
| Sagan Tosu          | Tosu (Saga)   | Estadio Ekimae Real Estate                 | 24 130        |
| Shonan Bellmare     | Hiratsuka     | Estadio Lemon Gas Hiratsuka                | 15 380        |
| Urawa Red Diamonds  | Saitama       | Estadio Saitama 2002 Estadio Urawa Komaba  | 62 010 27 000 |
| Vissel Kobe         | Kobe          | Estadio Noevir Kobe                        | 28 996        |
| Yokohama F. C.      | Yokohama      | Estadio NHK Spring Mitsuzawa               | 15 046        |
| Yokohama F. Marinos | Yokohama      | Estadio Nissan                             | 71 822        |

### Información
| Equipo                     | Entrenador        | Capitán           | Proveedor   |
| -------------------------- | ----------------- | ----------------- | ----------- |
| Hokkaido Consadole Sapporo | Mihailo Petrović  | Hiroki Miyazawa   | Mizuno      |
| Albirex Niigata            | Rikizo Matsuhashi | Yuto Horigome     | Adidas      |
| Kashima Antlers            | Daiki Iwamasa     | Shoma Doi         | Nike        |
| Urawa Red Diamonds         | Maciej Skorża     | Hiroki Sakai      | Nike        |
| Kashiwa Reysol             | Masami Ihara      | Taiyo Koga        | Yonex       |
| F. C .Tokio                | Peter Cklamovski  | Masato Morishige  | New Balance |
| Yokohama F. Marinos        | Kevin Muscat      | Takuya Kida       | Adidas      |
| Yokohama F. C.             | Shuhei Yomoda     | Tatsuya Hasegawa  | Puma        |
| Kawasaki Frontale          | Toru Oniki        | Kento Tachibanada | Puma        |
| Shonan Bellmare            | Satoshi Yamaguchi | Kazuki Oiwa       | Penalti     |
| Nagoya Grampus             | Kenta Hasegawa    | Sho Inagaki       | Mizuno      |
| Kyoto Sanga                | Cho Kwi-jae       | Temma Matsuda     | Puma        |
| Gamba Osaka                | Dani Poyatos      | Shu Kurata        | Hummel      |
| Cerezo Osaka               | Akio Kogiku       | Hiroshi Kiyotake  | Puma        |
| Vissel Kobe                | Takayuki Yoshida  | Andrés Iniesta    | Asics       |
| Sanfrecce Hiroshima        | Michael Skibbe    | Sho Sasaki        | Nike        |
| Avispa Fukuoka             | Shigetoshi Hasebe | Hiroyuki Mae      | Yonex       |
| Sagan Tosu                 | Kenta Kawai       | Naoyuki Fujita    | New Balance |

### Cambios de entrenadores
| Equipo             | Entrenador saliente  | Tipo de salida | Día de salida           | Posición     | Entrenador entrante | fecha de entrada        |
| ------------------ | -------------------- | -------------- | ----------------------- | ------------ | ------------------- | ----------------------- |
| Urawa Red Diamonds | Ricardo Rodríguez    | Renuncia       | 5 de noviembre de 2022  | Pretemporada | Maciej Skorża       | 10 de noviembre de 2022 |
| Gamba Osaka        | Hiroshi Matsuda      | Renuncia       | 23 de noviembre de 2022 | Pretemporada | Daniel Poyatos      | 23 de noviembre de 2022 |
| Kashiwa Reysol     | Nelsinho Baptista    | Despido        | 17 de mayo de 2023      | 16.°         | Masami Ihara        | 17 de mayo de 2023      |
| FC Tokyo           | Albert Puig Ortoneda | Renuncia       | 14 de junio de 2023     | 12.°         | Peter Cklamovski    | 16 de junio de 2023     |

## Clasificación
| Pos. | Equipo              | Pts. | PJ | G  | E  | P  | GF | GC | Dif. | Clasificación 2024-25                      |
| ---- | ------------------- | ---- | -- | -- | -- | -- | -- | -- | ---- | ------------------------------------------ |
| 1    | Vissel Kobe (C)     | 71   | 34 | 21 | 8  | 5  | 60 | 29 | +31  | Fase de liga de la Liga de Campeones Élite |
| 2    | Yokohama F. Marinos | 64   | 34 | 19 | 7  | 8  | 63 | 40 | +23  | Fase de liga de la Liga de Campeones Élite |
| 3    | Sanfrecce Hiroshima | 58   | 34 | 17 | 7  | 10 | 42 | 28 | +14  | Fase de grupos de la Liga de Campeones 2   |
| 4    | Urawa Red Diamonds  | 57   | 34 | 15 | 12 | 7  | 42 | 27 | +15  |                                            |
| 5    | Kashima Antlers     | 52   | 34 | 14 | 10 | 10 | 43 | 34 | +9   |                                            |
| 6    | Nagoya Grampus      | 52   | 34 | 14 | 10 | 10 | 40 | 37 | +3   |                                            |
| 7    | Avispa Fukuoka      | 51   | 34 | 15 | 6  | 13 | 37 | 43 | −6   |                                            |
| 8    | Kawasaki Frontale   | 50   | 34 | 14 | 8  | 12 | 51 | 45 | +6   | Fase de liga de la Liga de Campeones Élite |
| 9    | Cerezo Osaka        | 49   | 34 | 15 | 4  | 15 | 39 | 34 | +5   |                                            |
| 10   | Albirex Niigata     | 45   | 34 | 11 | 12 | 11 | 35 | 40 | −5   |                                            |
| 11   | F. C. Tokio         | 43   | 34 | 12 | 7  | 15 | 42 | 46 | −4   |                                            |
| 12   | Consadole Sapporo   | 40   | 34 | 10 | 10 | 14 | 56 | 61 | −5   |                                            |
| 13   | Kyoto Sanga         | 40   | 34 | 12 | 4  | 18 | 40 | 45 | −5   |                                            |
| 14   | Sagan Tosu          | 38   | 34 | 9  | 11 | 14 | 43 | 47 | −4   |                                            |
| 15   | Shonan Bellmare     | 34   | 34 | 8  | 10 | 16 | 41 | 57 | −16  |                                            |
| 16   | Gamba Osaka         | 34   | 34 | 9  | 7  | 18 | 38 | 61 | −23  |                                            |
| 17   | Kashiwa Reysol      | 33   | 34 | 6  | 15 | 13 | 33 | 49 | −16  |                                            |
| 18   | Yokohama F. C. (D)  | 29   | 34 | 7  | 8  | 19 | 32 | 59 | −27  | Descenso a J2 League                       |

 Fuente: Meiji Yasuda J1 League
Criterios de clasificación: Puntos · Diferencia de goles · Goles a favor · Enfrentamientos directos · Puntos fair-play · Play-off.
Notas:
1. ↑  Campeón de la Copa del Emperador 2023.

## Resultados
- Los horarios corresponden al huso horario de Japón (UTC+9).

### Primera vuelta
| Kawasaki Frontale   | 1 - 2 | Yokohama F. Marinos | Todoroki Kawasaki        | 17 de febrero | 19:00 |
| F. C. Tokio         | 2 - 0 | Urawa Red Diamonds  | Ajinomoto                | 18 de febrero | 14:00 |
| Kyoto Sanga         | 0 - 2 | Kashima Antlers     | Sanga Stadium by Kyocera | 18 de febrero | 14:00 |
| Vissel Kobe         | 1 - 0 | Avispa Fukuoka      | Noevir Kobe              | 18 de febrero | 14:00 |
| Yokohama F. C.      | 0 - 1 | Nagoya Grampus      | NHK Spring Mitsuzawa     | 18 de febrero | 14:00 |
| Sanfrecce Hiroshima | 0 - 0 | Consadole Sapporo   | EDION Hiroshima          | 18 de febrero | 14:00 |
| Cerezo Osaka        | 2 - 2 | Albirex Niigata     | Yodoko Sakura            | 18 de febrero | 14:00 |
| Kashiwa Reysol      | 2 - 2 | Gamba Osaka         | Sankyo Frontier Kashiwa  | 18 de febrero | 15:00 |
| Sagan Tosu          | 1 - 5 | Shonan Bellmare     | Ekimae Real Estate       | 18 de febrero | 15:00 |

| Shonan Bellmare     | 2 - 2 | Yokohama F. C.     | Lemon Gas Hiratsuka     | 24 de febrero | 19:00 |
| Yokohama F. Marinos | 2 - 0 | Urawa Red Diamonds | Nissan                  | 25 de febrero | 14:00 |
| Consadole Sapporo   | 1 - 3 | Vissel Kobe        | Domo de Sapporo         | 25 de febrero | 15:00 |
| Avispa Fukuoka      | 2 - 1 | Cerezo Osaka       | Best Denki              | 25 de febrero | 15:00 |
| Gamba Osaka         | 1 - 1 | Sangan Tosu        | Panasonic Suita         | 25 de febrero | 15:00 |
| Kashima Antlers     | 1 - 2 | Kawasaki Frontale  | Kashima Soccer          | 25 de febrero | 16:00 |
| Nagoya Grampus      | 1 - 0 | Kyoto Sanga        | Toyota                  | 25 de febrero | 16:00 |
| Sanfrecce Hiroshima | 1 - 2 | Albirex Niigata    | EDION Hiroshima         | 26 de febrero | 14:00 |
| Kashiwa Reysol      | 1 - 1 | F. C. Tokio        | Sankyo Frontier Kashiwa | 26 de febrero | 15:00 |

| Yokohama F. Marinos | 1 - 1 | Sanfrecce Hiroshima | Nissan                   | 3 de marzo | 19:00 |
| Kawasaki Frontrale  | 1 - 1 | Shonan Bellmare     | Todoroki Kawasaki        | 4 de marzo | 13:00 |
| Yokohama F. C.      | 1 - 3 | Kashima Antlers     | NHK Spring Mitsuzawa     | 4 de marzo | 14:00 |
| Albirex Niigata     | 2 - 2 | Consadole Sapporo   | Denka Big Swan           | 4 de marzo | 14:00 |
| Kyoto Sanga         | 2 - 0 | F. C. Tokio         | Sanga Stadium by Kyocera | 4 de marzo | 14:00 |
| Vissel Kobe         | 4 - 0 | Gamba Osaka         | Noevir Kobe              | 4 de marzo | 14:00 |
| Urawa Red Diamonds  | 2 - 1 | Cerezo Osaka        | Urawa Komaba             | 4 de marzo | 15:00 |
| Avispa Fukuoka      | 1 - 0 | Kashiwa Reysol      | Best Denki               | 4 de marzo | 15:00 |
| Sagan Tosu          | 1 - 0 | Nagoya Grampus      | Ekimae Real Estate       | 4 de marzo | 15:00 |

| Albirex Niigata   | 1 - 0 | Kawasaki Frontale   | Denka Big Swan          | 11 de marzo | 14:00 |
| Vissel Kobe       | 0 - 1 | Urawa Red Diamonds  | Noevir Kobe             | 11 de marzo | 14:00 |
| Cerezo Osaka      | 2 - 1 | Sagan Tosu          | Yodokou Sakura          | 12 de marzo | 14:00 |
| Consadole Sapporo | 2 - 0 | Yokohama F. Marinos | Domo de Sapporo         | 12 de marzo | 15:00 |
| Kashima Antlers   | 0 - 0 | Avispa Fukuoka      | Kashima Soccer          | 12 de marzo | 15:00 |
| Kashiwa Reysol    | 0 - 3 | Nagoya Grampus      | Sankyo Frontier Kashiwa | 12 de marzo | 15:00 |
| F. C. Tokio       | 3 - 1 | Yokohama F. C.      | Ajinomoto               | 12 de marzo | 15:00 |
| Shonan Bellmare   | 0 - 2 | Kyoto Sanga         | Lemon Gas Hiratsuka     | 12 de marzo | 15:00 |
| Gamba Osaka       | 1 - 2 | Sanfrecce Hiroshima | Panasonic Suita         | 12 de marzo | 16:00 |

| Yokohama F. Marinos | 2 - 1 | Kashima Antlers   | Nissan               | 18 de marzo | 14:00 |
| Yokohama F. C.      | 1 - 4 | Kyoto Sanga       | NHK Spring Mitsuzawa | 18 de marzo | 14:00 |
| Nagoya Grampus      | 0 - 1 | F. C. Tokio       | Toyota               | 18 de marzo | 14:00 |
| Urawa Red Diamonds  | 2 - 1 | Albirex Niigata   | Urawa Komaba         | 18 de marzo | 15:00 |
| Gamba Osaka         | 2 - 2 | Consadole Sapporo | Panasonic Suita      | 18 de marzo | 15:00 |
| Sagan Tosu          | 0 - 1 | Vissel Kobe       | Ekimae Real Estate   | 18 de marzo | 15:00 |
| Kawasaki Frontale   | 0 - 0 | Cerezo Osaka      | Todoroki Kawasaki    | 18 de marzo | 16:00 |
| Sanfrecce Hiroshima | 1 - 0 | Kashiwa Reysol    | EDION Hiroshima      | 19 de marzo | 14:00 |
| Avispa Fukuoka      | 2 - 1 | Shonan Bellmare   | Best Denki           | 19 de marzo | 14:00 |

| Kashiwa Reysol    | 0 - 3 | Urawa Red Diamonds  | Sankyo Frontier Kashiwa  | 31 de marzo | 19:00 |
| Yokohama F. C.    | 1 - 1 | Avispa Fukuoka      | NHK Spring Mitsuzawa     | 1 de abril  | 14:00 |
| Albirex Niigata   | 1 - 3 | Nagoya Grampus      | Denka Big Swan           | 1 de abril  | 14:00 |
| Kyoto Sanga       | 0 - 3 | Vissel Kobe         | Sanga Stadium by Kyocera | 1 de abril  | 14:00 |
| Kashima Antlers   | 1 - 2 | Sanfrecce Hiroshima | Kashima Soccer           | 1 de abril  | 15:00 |
| Shonan Bellmare   | 4 - 1 | Gamba Osaka         | Lemon Gas Hiratsuka      | 1 de abril  | 15:00 |
| Sagan Tosu        | 1 - 0 | F. C. Tokio         | Ekimae Real Estate       | 1 de abril  | 15:00 |
| Cerezo Osaka      | 2 - 1 | Yokohama F. Marinos | Yodokou Sakura           | 1 de abril  | 16:00 |
| Consadole Sapporo | 3 - 4 | Kawasaki Frontale   | Domo de Sapporo          | 1 de abril  | 19:00 |

| Yokohama F. Marinos | 5 - 0 | Yokohama F. C.     | Nissan                  | 8 de abril | 19:00 |
| Cerezo Osaka        | 2 - 3 | Consadole Sapporo  | Yodokou Sakura          | 9 de abril | 14:00 |
| Vissel Kobe         | 0 - 0 | Albirex Niigata    | Noevir Kobe             | 9 de abril | 14:00 |
| Sanfrecce Hiroshima | 1 - 0 | Sagan Tosu         | EDION Hiroshima         | 9 de abril | 14:00 |
| F. C. Tokio         | 2 - 2 | Shonan Bellmare    | Ajinomoto               | 9 de abril | 15:00 |
| Nagoya Grampus      | 0 - 0 | Urawa Red Diamonds | Toyota                  | 9 de abril | 15:00 |
| Gamba Osaka         | 2 - 0 | Kawasaki Frontale  | Panasonic Suita         | 9 de abril | 15:00 |
| Avispa Fukuoka      | 2 - 1 | Kyoto Sanga        | Best Denki              | 9 de abril | 15:00 |
| Kashiwa Reysol      | 1 - 0 | Kashima Antlers    | Sankyo Frontier Kashiwa | 9 de abril | 19:00 |

| Yokohama F. C.     | 0 - 3 | Sanfrecce Hiroshima | NHK Spring Mitsuzawa     | 15 de abril | 14:00 |
| Albirex Niigata    | 3 - 2 | Avispa Fukuoka      | Denka Big Swan           | 15 de abril | 14:00 |
| Urawa Red Diamonds | 4 - 1 | Consadole Sapporo   | Saitama Stadium 2002     | 15 de abril | 15:00 |
| Kawasaki Frontale  | 1 - 2 | Nagoya Grampus      | Todoroki Kawasaki        | 15 de abril | 15:00 |
| Shonan Bellmare    | 1 - 1 | Yokohama F. Marinos | Lemon Gas Hiratsuka      | 15 de abril | 15:00 |
| Sagan Tosu         | 1 - 1 | Kashiwa Reysol      | Ekimae Real Estate       | 15 de abril | 15:00 |
| Kashima Antlers    | 1 - 5 | Vissel Kobe         | Kashima Soccer           | 15 de abril | 16:00 |
| F. C. Tokio        | 1 - 2 | Cerezo Osaka        | Ajinomoto                | 15 de abril | 16:00 |
| Kyoto Sanga        | 2 - 1 | Gamba Osaka         | Sanga Stadium by Kyocera | 15 de abril | 16:00 |

| Sanfrecce Hiroshima | 1 - 2 | F. C. Tokio         | EDION Hiroshima          | 22 de abril | 14:00 |
| Vissel Kobe         | 2 - 3 | Yokohama F. Marinos | Noevir Kobe              | 22 de abril | 19:00 |
| Consadole Sapporo   | 2 - 2 | Avispa Fukuoka      | Domo de Sapporo          | 23 de abril | 14:00 |
| Albirex Niigata     | 1 - 2 | Kashima Antlers     | Denka Big Swan           | 23 de abril | 14:00 |
| Kyoto Sanga         | 2 - 3 | Sagan Tosu          | Sanga Stadium by Kyocera | 23 de abril | 14:00 |
| Cerezo Osaka        | 1 - 0 | Kashiwa Reysol      | Yodokou Sakura           | 23 de abril | 14:00 |
| Nagoya Grampus      | 2 - 2 | Shonan Bellmare     | Toyota                   | 23 de abril | 15:00 |
| Kawasaki Frontale   | 1 - 1 | Urawa Red Diamonds  | Todoroki Kawasaki        | 23 de abril | 16:00 |
| Gamba Osaka         | 1 - 1 | Yokohama F. C.      | Panasonic Suita          | 23 de abril | 16:00 |

| Yokohama F. C.      | 1 - 4 | Consadole Sapporo   | NHK Spring Mitsuzawa    | 29 de abril | 14:00 |
| Cerezo Osaka        | 0 - 1 | Sanfrecce Hiroshima | Yodokou Sakura          | 29 de abril | 14:00 |
| Vissel Kobe         | 2 - 0 | Shonan Bellmare     | Noevir Kobe             | 29 de abril | 14:00 |
| Kashiwa Reysol      | 1 - 1 | Kyoto Sanga         | Sankyo Frontier Kashiwa | 29 de abril | 15:00 |
| F. C. Tokio         | 2 - 1 | Albirex Niigata     | Ajinomo                 | 29 de abril | 15:00 |
| Yokohama F. Marinos | 1 - 1 | Nagoya Grampus      | Nissan                  | 29 de abril | 15:00 |
| Avispa Fukuoka      | 1 - 3 | Kawasaki Frontale   | Best Denki              | 29 de abril | 17:00 |
| Kashima Antlers     | 4 - 0 | Gamba Osaka         | Kashima Soccer          | 29 de abril | 19:00 |
| Urawa Red Diamonds  | 0 - 2 | Sagan Tosu          | Saitama Stadium 2002    | 10 de mayo  | 19:30 |

| Consadole Sapporo  | 0 - 1 | Kashima Antlers     | Domo de Sapporo          | 3 de mayo  | 14:00 |
| Kyoto Sanga        | 0 - 1 | Kawasaki Frontale   | Sanga Stadium by Kyocera | 3 de mayo  | 14:00 |
| Gamba Osaka        | 1 - 2 | Cerezo Osaka        | Panasonic Suita          | 3 de mayo  | 14:00 |
| Shonan Bellmare    | 1 - 2 | Kashiwa Reysol      | Lemon Gas Hiratsuka      | 3 de mayo  | 15:00 |
| Nagoya Grampus     | 2 - 2 | Vissel Kobe         | Toyota                   | 3 de mayo  | 15:00 |
| Avispa Fukuoka     | 1 - 0 | F. C. Tokio         | Best Denki               | 3 de mayo  | 15:00 |
| Sagan Tosu         | 1 - 3 | Yokohama F. Marinos | Ekimae Real Estate       | 3 de mayo  | 15:00 |
| Yokohama F. C.     | 1 - 0 | Albirex Niigata     | NHK Spring Mitsuzawa     | 3 de mayo  | 19:00 |
| Urawa Red Diamonds | 2 - 1 | Sanfrecce Hiroshima | Saitama Stadium 2002     | 31 de mayo | 19:30 |

| Consadole Sapporo   | 5 - 1 | F. C. Tokio     | Domo de Sapporo     | 6 de mayo   | 14:00 |
| Nagoya Grampus      | 1 - 0 | Gamba Osaka     | Toyota              | 6 de mayo   | 19:00 |
| Sanfrecce Hiroshima | 3 - 1 | Avispa Fukuoka  | EDION Hiroshima     | 7 de mayo   | 13:00 |
| Yokohama F. Marinos | 4 - 1 | Kyoto Sanga     | Nissan              | 7 de mayo   | 14:00 |
| Albirex Niigata     | 0 - 0 | Kashiwa Reysol  | Denka Big Swan      | 7 de mayo   | 14:00 |
| Cerezo Osaka        | 0 - 1 | Kashima Antlers | Yodokou Sakura      | 7 de mayo   | 14:00 |
| Vissel Kobe         | 3 - 0 | Yokohama F. C.  | Noevir Kobe         | 7 de mayo   | 14:00 |
| Kawasaki Frontale   | 1 - 0 | Sagan Tosu      | Todoroki Kawasaki   | 7 de mayo   | 15:00 |
| Urawa Red Diamonds  | 4 - 1 | Shonan Bellmare | Saitma Stadium 2002 | 28 de junio | 19:30 |

| F. C. Tokio        | 2 - 1 | Kawasaki Frontale   | Ajinomoto                | 12 de mayo | 19:30 |
| Vissel Kobe        | 2 - 0 | Sanfrecce Hiroshima | Noevir Kobe              | 13 de mayo | 14:00 |
| Shonan Bellmare    | 2 - 4 | Consadole Sapporo   | Lemon Gas Hiratsuka      | 13 de mayo | 15:00 |
| Kashiwa Reysol     | 0 - 1 | Yokohama F. C.      | Sankyo Frontier Kashiwa  | 13 de mayo | 16:00 |
| Kashima Antlers    | 2 - 0 | Nagoya Grampus      | Kashima Soccer           | 14 de mayo | 13:30 |
| Albirex Niigata    | 2 - 1 | Yokohama F. Marinos | Denka Big Swan           | 14 de mayo | 13:30 |
| Kyoto Sanga        | 0 - 1 | Cerezo Osaka        | Sanga Stadium by Kyocera | 14 de mayo | 13:30 |
| Avispa Fukuoka     | 0 - 0 | Sagan Tosu          | Best Denki               | 14 de mayo | 13:30 |
| Urawa Red Diamonds | 3 - 1 | Gamba Osaka         | Saitama Stadium 2002     | 14 de mayo | 16:00 |

| Consadole Sapporo | 2 - 1 | Kyoto Sanga         | Domo de Sapporo         | 19 de mayo | 19:30 |
| Avispa Fukuoka    | 0 - 0 | Urawa Red Diamonds  | Best Denki              | 20 de mayo | 13:00 |
| Kashima Antlers   | 1 - 1 | F. C. Tokio         | Kashima Soccer          | 20 de mayo | 15:00 |
| Shonan Bellmare   | 0 - 2 | Cerezo Osaka        | Lemon Gas Hiratsuka     | 20 de mayo | 15:00 |
| Nagoya Grampus    | 2 - 1 | Sanfrecce Hiroshima | Toyota                  | 20 de mayo | 15:00 |
| Kashiwa Reysol    | 1 -1  | Vissel Kobe         | Sankyo Frontier Kashiwa | 20 de mayo | 16:00 |
| Yokohama F. C.    | 2 - 1 | Kawasaki Frontale   | NHK Spring Mitsuzawa    | 20 de mayo | 16:00 |
| Sagan Tosu        | 2 - 0 | Albirex Niigata     | Ekimae Real Estate      | 20 de mayo | 17:00 |
| Gamba Osaka       | 0 - 2 | Yokohama F. Marinos | Panasonic Suita         | 20 de mayo | 19:00 |

| Consadole Sapporo   | 1 - 2 | Nagoya Grampus     | Domo de Sapporo          | 27 de mayo | 13:00 |
| Vissel Kobe         | 3 - 2 | F. C. Tokio        | Noevir Kobe              | 27 de mayo | 14:00 |
| Sanfrecce Hiroshima | 1 - 0 | Shonan Bellmare    | EDION Hiroshima          | 27 de mayo | 14:00 |
| Sagan Tosu          | 2 - 2 | Kashima Antlers    | Ekimae Real Estate       | 27 de mayo | 17:00 |
| Kyoto Sanga         | 0 - 2 | Urawa Red Diamonds | Sanga Stadium by Kyocera | 27 de mayo | 19:00 |
| Yokohama F. Marinos | 2 - 0 | Avispa Fukuoka     | Nissan                   | 28 de mayo | 14:00 |
| Albirex Niigata     | 1 - 3 | Gamba Osaka        | Denka Big Swan           | 28 de mayo | 14:00 |
| Cerezo Osaka        | 2 - 0 | Yokohama F. C.     | Yodokou Sakura           | 28 de mayo | 14:00 |
| Kawasaki Frontale   | 2 - 0 | Kashiwa Reysol     | Todoroki Kawasaki        | 28 de mayo | 17:00 |

| F. C. Tokio         | 2 - 3 | Yokohama F. Marinos | Ajinomo                 | 3 de junio  | 15:00 |
| Shonan Bellmare     | 2 - 2 | Albirex Niigata     | Lemon Gas Hiratsuka     | 3 de junio  | 15:00 |
| Nagoya Grampus      | 3 - 1 | Cerezo Osaka        | Toyota                  | 3 de junio  | 16:00 |
| Avispa Fukuoka      | 1 - 2 | Gamba Osaka         | Best Denki              | 3 de junio  | 18:00 |
| Yokohama F. C.      | 1 - 2 | Sagan Tosu          | NHK Spring Mitsuzawa    | 3 de junio  | 18:30 |
| Kashiwa Reysol      | 4 - 5 | Consadole Sapporo   | Sankyo Frontier Kashiwa | 3 de junio  | 19:00 |
| Sanfrecce Hiroshima | 3 - 1 | Kyoto Sanga         | EDION Hiroshima         | 4 de junio  | 14:00 |
| Urawa Red Diamonds  | 0 - 0 | Kashima Antlers     | Saitama Stadium 2002    | 4 de junio  | 17:00 |
| Vissel Kobe         | 2 - 2 | Kawasaki Frontale   | Noevir Kobe             | 22 de julio | 19:00 |

| Yokohama F. Marinos | 4 - 3 | Kashiwa Reysol      | Nissan               | 10 de junio | 16:00 |
| Cerezo Osaka        | 2 - 1 | Vissel Kobe         | Yodokou Sakura       | 10 de junio | 19:00 |
| Sagan Tosu          | 1 - 1 | Consadole Sapporo   | Ekimae Real Estate   | 10 de junio | 19:00 |
| Albirex Niigata     | 1 - 3 | Kyoto Sanga         | Denka Big Swan       | 11 de junio | 14:00 |
| Nagoya Grampus      | 2 - 1 | Avispa Fukuoka      | Toyota               | 11 de junio | 16:00 |
| Kashima Antlers     | 1 - 0 | Shonan Bellmare     | Kashima Soccer       | 11 de junio | 18:00 |
| Gamba Osaka         | 3 - 1 | F. C. Tokio         | Panasonic Suita      | 11 de junio | 18:00 |
| Yokohama F. C.      | 0 - 0 | Urawa Red Diamonds  | NHK Spring Mitsuzawa | 11 de junio | 18:30 |
| Kawasaki Frontale   | 1 - 0 | Sanfrecce Hiroshima | Todoroki Kawasaki    | 11 de junio | 19:00 |

### Segunda vuelta
| Consadole Sapporo   | 1 - 4 | Cerezo Osaka        | Domo de Sapporo          | 24 de junio | 14:00 |
| Kashiwa Reysol      | 0 - 0 | Albirex Niigata     | Sankyo Frontier Kashiwa  | 24 de junio | 19:00 |
| F. C. Tokio         | 2 - 0 | Nagoya Grampus      | Ajinomoto                | 24 de junio | 19:00 |
| Shonan Bellmare     | 0 - 6 | Sagan Tosu          | Lemon Gas Hiratsuka      | 24 de junio | 19:00 |
| Kyoto Sanga         | 2 - 1 | Yokohama F. C.      | Sanga Stadium by Kyocera | 24 de junio | 19:00 |
| Gamba Osaka         | 2 - 1 | Kashima Antlers     | Panasonic Suita          | 24 de junio | 19:00 |
| Sanfrecce Hiroshima | 0 - 1 | Yokohama F. Marinos | EDION Hiroshima          | 24 de junio | 19:00 |
| Urawa Red Diamonds  | 1 - 1 | Kawasaki Frontale   | Saitama Stadium 2002     | 24 de junio | 19:30 |
| Avispa Fukuoka      | 0 - 3 | Vissel Kobe         | Best Denki               | 25 de junio | 19:00 |

| Cerezo Osaka        | 0 - 1 | Avispa Fukuoka      | Yodokou Sakura       | 30 de junio | 19:00 |
| Kashima Antlers     | 0 - 0 | Kyoto Sanga         | Kashima Soccer       | 1 de julio  | 18:00 |
| Albirex Niigata     | 2 - 0 | Sanfrecce Hiroshima | Denka Big Swan       | 1 de julio  | 18:00 |
| Nagoya Grampus      | 2 - 0 | Kawasaki Frontale   | Toyota               | 1 de julio  | 18:00 |
| Yokohama F. C.      | 0 - 0 | Gamba Osaka         | NHK Spring Mitsuzawa | 1 de julio  | 18:30 |
| F. C. Tokio         | 1 - 0 | Kashiwa Reysol      | Ajinomoto            | 1 de julio  | 19:00 |
| Vissel Kobe         | 1 - 1 | Consadole Sapporo   | Noevir Kobe          | 1 de julio  | 19:00 |
| Sagan Tosu          | 1 - 2 | Urawa Red Diamonds  | Ekimae Real Estate   | 1 de julio  | 19:00 |
| Yokohama F. Marinos | 4 - 1 | Shonan Bellmare     | Nissan               | 2 de julio  | 19:00 |

| Albirex Niigata     | 0 - 1 | Vissel Kobe         | Denka Big Swan          | 7 de julio | 19:00 |
| Nagoya Grampus      | 2 - 2 | Yokohama F. Marinos | Toyota                  | 8 de julio | 18:00 |
| Sanfrecce Hiroshima | 1 - 1 | Kashima Antlers     | EDION Hiroshima         | 8 de julio | 18:30 |
| Urawa Red Diamonds  | 0 - 0 | F. C. Tokio         | Saitama Stadium 2002    | 8 de julio | 19:00 |
| Kashiwa Reysol      | 1 - 1 | Shonan Bellmare     | Sankyo Frontier Kashiwa | 8 de julio | 19:00 |
| Kawasaki Frontale   | 3 - 0 | Yokohama F. C.      | Todoroki Kawasaki       | 8 de julio | 19:00 |
| Gamba Osaka         | 1 - 0 | Kyoto Sanga         | Panasonic Suita         | 8 de julio | 19:00 |
| Avispa Fukuoka      | 2 - 1 | Consadole Sapporo   | Best Denki              | 8 de julio | 19:00 |
| Sagan Tosu          | 2 - 1 | Cerezo Osaka        | Ekimae Real Estate      | 8 de julio | 19:30 |

| Consadole Sapporo   | 0 - 1 | Albirex Niigata    | Domo de Sapporo          | 15 de julio | 13:00 |
| Yokohama F. Marinos | 0 - 1 | Kawasaki Frontale  | Nissan                   | 15 de julio | 19:00 |
| Sanfrecce Hiroshima | 1 - 1 | Yokohama F. C.     | EDION Hiroshima          | 16 de julio | 18:00 |
| F. C. Tokio         | 1 - 3 | Kashima Antlers    | Ajinomoto                | 16 de julio | 19:00 |
| Shonan Bellmare     | 0 - 1 | Avispa Fukuoka     | Lemon Gas Hiratsuka      | 16 de julio | 19:00 |
| Kyoto Sanga         | 2 - 1 | Nagoya Grampus     | Sanga Stadium by Kyocera | 16 de julio | 19:00 |
| Gamba Osaka         | 3 - 1 | Kashiwa Reysol     | Panasonic Suita          | 16 de julio | 19:00 |
| Cerezo Osaka        | 2 - 0 | Urawa Red Diamonds | Yodokou Sakura           | 16 de julio | 19:00 |
| Vissel Kobe         | 2 - 1 | Sagan Tosu         | Noevir Kobe              | 16 de julio | 19:00 |

| Shonan Bellmare    | 1 - 0 | Sanfrecce Hiroshima | Lemon Gas Hiratsuka      | 5 de agosto | 19:00 |
| Nagoya Grampus     | 1 - 0 | Albirex Niigata     | Toyota                   | 5 de agosto | 19:00 |
| Kashima Antlers    | 3 - 0 | Consadole Sapporo   | Kashima Soccer           | 6 de agosto | 18:00 |
| Yokohama F. C.     | 2 - 0 | Vissel Kobe         | NHK Spring Mitsuzawa     | 6 de agosto | 18:30 |
| Urawa Red Diamonds | 0 - 0 | Yokohama F. Marinos | Saitama Stadium 2002     | 6 de agosto | 19:00 |
| Kawasaki Frontale  | 3 - 4 | Gamba Osaka         | Todoroki Kawasaki        | 6 de agosto | 19:00 |
| Kyoto Sanga        | 0 - 1 | Kashiwa Reysol      | Sanga Stadium by Kyocera | 6 de agosto | 19:00 |
| Cerezo Osaka       | 0 - 1 | F. C. Tokio         | Yodoko Sakura            | 6 de agosto | 19:00 |
| Sagan Tosu         | 0 - 1 | Avispa Fukuoka      | Ekimae Real Estate       | 6 de agosto | 19:00 |

| Consadole Sapporo   | 1 - 1 | Sagan Tosu         | Domo de Sapporo         | 12 de agosto | 14:00 |
| Albirex Niigata     | 2 - 2 | Shonan Bellmare    | Denka Big Swan          | 12 de agosto | 18:00 |
| Kashiwa Reysol      | 1 - 1 | Cerezo Osaka       | Sankyo Frontier Kashiwa | 12 de agosto | 19:00 |
| F. C. Tokio         | 2 - 0 | Kyoto Sanga        | Ajinomoto               | 12 de agosto | 19:00 |
| Kawasaki Frontale   | 0 - 1 | Vissel Kobe        | Todoroki Kawasaki       | 12 de agosto | 19:00 |
| Avispa Fukuoka      | 2 - 0 | Yokohama F. C.     | Best Denki              | 12 de agosto | 19:00 |
| Yokohama F. Marinos | 2 - 1 | Gamba Osaka        | Nissan                  | 12 de agosto | 19:30 |
| Nagoya Grampus      | 1 - 0 | Kashima Antlers    | Toyota                  | 13 de agosto | 18:00 |
| Sanfrecce Hiroshima | 2 - 1 | Urawa Red Diamonds | EDION Hiroshima         | 13 de agosto | 18:00 |

| Avispa Fukuoka      | 0 - 1 | Albirex Niigata   | Best Denki               | 18 de agosto | 19:00 |
| Urawa Red Diamonds  | 1 - 0 | Nagoya Grampus    | Saitama Stadium 2002     | 18 de agosto | 19:30 |
| Kashima Antlers     | 2 - 1 | Sagan Tosu        | Kashima Soccer           | 19 de agosto | 18:00 |
| Kyoto Sanga         | 3 - 0 | Consadole Sapporo | Sanga Stadium by Kyocera | 19 de agosto | 19:00 |
| Gamba Osaka         | 2 - 1 | Shonan Bellmare   | Panasonic Suita          | 19 de agosto | 19:00 |
| Vissel Kobe         | 1 - 1 | Kashiwa Reysol    | Noevir Kobe              | 19 de agosto | 19:00 |
| Sanfrecce Hiroshima | 3 - 2 | Kawasaki Frontale | EDION Hiroshima          | 19 de agosto | 19:00 |
| Yokohama F. Marinos | 2 - 1 | F. C. Tokio       | Nissan                   | 19 de agosto | 19:30 |
| Yokohama F. C.      | 0 - 1 | Cerezo Osaka      | NHK Spring Mitsuzawa     | 20 de agosto | 18:30 |

| Shonan Bellmare   | 0 - 1 | Urawa Red Diamonds  | Lemon Gas Hiratsuka      | 25 de agosto | 19:00 |
| Kashima Antlers   | 2 - 0 | Albirex Niigata     | Kashima Soccer           | 26 de agosto | 18:00 |
| Yokohama F. C.    | 4 - 1 | Yokohama F. Marinos | NHK Spring Mitsuzawa     | 26 de agosto | 18:30 |
| Kashiwa Reysol    | 0 - 0 | Sanfrecce Hiroshima | Sankyo Frontier Kashiwa  | 26 de agosto | 19:00 |
| F. C. Tokio       | 2 - 2 | Vissel Kobe         | Ajinomoto                | 26 de agosto | 19:00 |
| Kawasaki Frontale | 2 - 2 | Consadole Sapporo   | Todoroki Kawasaki        | 26 de agosto | 19:00 |
| Kyoto Sanga       | 2 - 0 | Avispa Fukuoka      | Sanga Stadium by Kyocera | 26 de agosto | 19:00 |
| Cerezo Osaka      | 3 - 1 | Nagoya Grampus      | Panasonic Suita          | 26 de agosto | 19:00 |
| Sagan Tosu        | 1 - 1 | Gamba Osaka         | Ekimae Real Estate       | 26 de agosto | 19:00 |

| Consadole Sapporo | 4 - 0 | Gamba Osaka         | Domo de Sapporo         | 2 de septiembre | 13:00 |
| Albirex Niigata   | 1 - 1 | Urawa Red Diamonds  | Denka Big Swan          | 2 de septiembre | 18:00 |
| Nagoya Grampus    | 1 - 1 | Yokohama F. C.      | Toyota                  | 2 de septiembre | 18:00 |
| Kashiwa Reysol    | 2 - 0 | Yokohama F. Marinos | Sankyo Frontier Kashiwa | 2 de septiembre | 19:00 |
| Shonan Bellmare   | 2 - 2 | Kashima Antlers     | Lemon Gas Hiratsuka     | 2 de septiembre | 19:00 |
| Cerezo Osaka      | 3 - 0 | Kawasaki Frontale   | Panasonic Suita         | 2 de septiembre | 19:00 |
| Sagan Tosu        | 0 - 2 | Sanfrecce Hiroshima | Ekimae Real Estate      | 2 de septiembre | 19:00 |
| F. C. Tokio       | 1 - 2 | Avispa Fukuoka      | Ajinomoto               | 3 de septiembre | 19:00 |
| Vissel Kobe       | 2 - 1 | Kyoto Sanga         | Noevir Kobe             | 3 de septiembre | 19:00 |

| Kawasaki Frontale   | 1 - 0 | F. C. Tokio     | Todoroki Kawasaki    | 15 de septiembre | 19:00 |
| Yokohama F. Marinos | 1 - 1 | Sagan Tosu      | Nissan               | 15 de septiembre | 19:00 |
| Urawa Red Diamonds  | 0 - 0 | Kyoto Sanga     | Saitama Stadium 2002 | 15 de septiembre | 19:30 |
| Kashima Antlers     | 1 - 0 | Cerezo Osaka    | Kashima Soccer       | 16 de septiembre | 18:00 |
| Consadole Sapporo   | 0 - 1 | Shonan Bellmare | Domo de Saporo       | 16 de septiembre | 19:00 |
| Sanfrecce Hiroshima | 2 - 0 | Vissel Kobe     | EDION Hiroshima      | 16 de septiembre | 19:00 |
| Avispa Fukuoka      | 1 - 0 | Nagoya Grampus  | Best Denki           | 16 de septiembre | 19:00 |
| Yokohama F. C.      | 1 - 2 | Kashiwa Reysol  | NHK Spring Mitsuzawa | 17 de septiembre | 18:30 |
| Gamba Osaka         | 1 - 1 | Albirex Niigata | Panasonic Suita      | 17 de septiembre | 19:00 |

| Albirex Niigata | 3 - 1 | Yokohama F. C.      | Denka Big Swan           | 23 de septiembre | 14:00 |
| F. C. Tokio     | 3 - 2 | Sagan Tosu          | Ajinomoto                | 23 de septiembre | 15:00 |
| Nagoya Grampus  | 1 - 1 | Consadole Sapporo   | Toyota                   | 23 de septiembre | 16:00 |
| Kashiwa Reysol  | 1 - 3 | Avispa Fukuoka      | Sankyo Frontier Kashiwa  | 23 de septiembre | 19:00 |
| Kyoto Sanga     | 1 - 0 | Sanfrecce Hiroshima | Sanga Stadium by Kyocera | 23 de septiembre | 19:00 |
| Vissel Kobe     | 1 - 0 | Cerezo Osaka        | Noevir Kobe              | 23 de septiembre | 19:00 |
| Kashima Antlers | 1 - 2 | Yokohama F. Marinos | Kashima Soccer           | 24 de septiembre | 15:00 |
| Shonan Bellmare | 0 - 2 | Kawasaki Frontale   | Lemon Gas Hiratsuka      | 24 de septiembre | 16:00 |
| Gamba Osaka     | 1 - 3 | Urawa Red Diamonds  | Panasonic Suita          | 24 de septiembre | 17:00 |

| Kawasaki Frontale   | 2 - 3 | Albirex Niigata | Todoroki Kawasaki    | 29 de septiembre | 19:00 |
| Yokohama F. Marinos | 0 - 2 | Vissel Kobe     | Nissan               | 29 de septiembre | 19:00 |
| Urawa Red Diamonds  | 1 - 1 | Yokohama F. C.  | Saitama Stadium 2002 | 29 de septiembre | 19:30 |
| Consadole Sapporo   | 1 - 2 | Kashiwa Reysol  | Domo de Sapporo      | 30 de septiembre | 13:00 |
| Avispa Fukuoka      | 0 - 0 | Kashima Antlers | Best Denki           | 30 de septiembre | 15:00 |
| Cerezo Osaka        | 0 - 2 | Shonan Bellmare | Panasonic Suita      | 30 de septiembre | 18:00 |
| Sanfrecce Hiroshima | 3 - 1 | Nagoya Grampus  | EDION Hiroshima      | 30 de septiembre | 19:00 |
| Sagan Tosu          | 3 - 2 | Kyoto Sanga     | Ekimae Real Estate   | 30 de septiembre | 19:00 |
| F. C. Tokio         | 3 - 0 | Gamba Osaka     | Ajinomoto            | 1 de octubre     | 15:00 |

| Kawasaki Frontale   | 4 - 2 | Avispa Fukuoka    | Todoroki Kawasaki        | 20 de octubre | 19:00 |
| Urawa Red Diamonds  | 2 - 0 | Kashiwa Reysol    | Saitama Stadium 2002     | 20 de octubre | 19:30 |
| Albirex Niigata     | 1 - 1 | Sagan Tosu        | Denka Big Swan           | 21 de octubre | 13:00 |
| Yokohama F. Marinos | 4 - 1 | Consadole Sapporo | Nissan Stadium           | 21 de octubre | 14:00 |
| Yokohama F. C.      | 1 - 0 | F. C. Tokio       | NHK Spring Mitsuzawa     | 21 de octubre | 14:00 |
| Gamba Osaka         | 0 - 1 | Nagoya Grampus    | Panasonic Suita          | 21 de octubre | 14:00 |
| Vissel Kobe         | 3 - 1 | Kashima Antlers   | Nacional de Japón        | 21 de octubre | 14:00 |
| Kyoto Sanga         | 0 - 1 | Shonan Bellmare   | Sanga Stadium by Kyocera | 21 de octubre | 15:00 |
| Sanfrecce Hiroshima | 0 - 0 | Cerezo Osaka      | EDION Hiroshima          | 21 de octubre | 16:00 |

| Nagoya Grampus    | 1 - 1 | Sagan Tosu          | Toyota                   | 27 de octubre | 19:00 |
| Consadole Sapporo | 2 - 1 | Yokohama F. C.      | Domo de Sapporo          | 28 de octubre | 13:00 |
| Kashima Antlers   | 0 - 0 | Urawa Red Diamonds  | Kashima Soccer           | 28 de octubre | 14:00 |
| Shonan Bellmare   | 1 - 1 | Vissel Kobe         | Lemon Gas Hiratsuka      | 28 de octubre | 14:00 |
| Kyoto Sanga       | 0 - 1 | Albirex Niigata     | Sanga Stadium by Kyocera | 28 de octubre | 14:00 |
| Cerezo Osaka      | 1 - 0 | Gamba Osaka         | Panasonic Suita          | 28 de octubre | 14:00 |
| Avispa Fukuoka    | 0 - 4 | Yokohama F. Marinos | Best Denki               | 28 de octubre | 14:00 |
| F. C. Tokio       | 1 - 2 | Sanfrecce Hiroshima | Ajinomoto                | 28 de octubre | 15:00 |
| Kashiwa Reysol    | 1 - 1 | Kawasaki Frontale   | Sankyo Frontier Kashiwa  | 29 de octubre | 15:00 |

| Consadole Sapporo   | 0 - 0 | Sanfrecce Hiroshima | Domo de Sapporo      | 11 de noviembre | 14:00 |
| Shonan Bellmare     | 2 - 1 | Nagoya Grampus      | Lemon Gas Hiratsuka  | 11 de noviembre | 14:00 |
| Albirex Niigata     | 0 - 0 | F. C. Tokio         | Denka Big Swan       | 11 de noviembre | 14:00 |
| Kashima Antlers     | 1 - 1 | Kashiwa Reysol      | Kashima Soccer       | 11 de noviembre | 15:00 |
| Gamba Osaka         | 1 - 2 | Avispa Fukuoka      | Panasonic Suita      | 11 de noviembre | 15:00 |
| Sagan Tosu          | 1 - 3 | Yokohama F. C.      | Ekimae Real Estate   | 11 de noviembre | 15:00 |
| Kawasaki Frontale   | 3 - 3 | Kyoto Sanga         | Todoroki Kawasaki    | 12 de noviembre | 14:00 |
| Yokohama F. Marinos | 2 - 0 | Cerezo Osaka        | Nissan               | 12 de noviembre | 14:00 |
| Urawa Red Diamonds  | 1 - 2 | Vissel Kobe         | Saitama Stadium 2002 | 12 de noviembre | 15:00 |

| Kawasaki Frontale   | 3 - 0 | Kashima Antlers   | Todoroki Kawasaki       | 24 de noviembre | 19:00 |
| Yokohama F. Marinos | 0 - 0 | Albirex Niigata   | Nissan                  | 24 de noviembre | 19:00 |
| Urawa Red Diamonds  | 2 - 3 | Avispa Fukuoka    | Saitama Stadium 2002    | 25 de noviembre | 14:00 |
| Kashiwa Reysol      | 2 - 2 | Sagan Tosu        | Sankyo Frontier Kashiwa | 25 de noviembre | 14:00 |
| F. C. Tokio         | 1 - 3 | Consadole Sapporo | Ajinomoto               | 25 de noviembre | 14:00 |
| Yokohama F. C.      | 0 - 1 | Shonan Bellmare   | NHK Spring Mitsuzawa    | 25 de noviembre | 14:00 |
| Cerezo Osaka        | 0 - 1 | Kyoto Sanga       | Panasonic Suita         | 25 de noviembre | 14:00 |
| Vissel Kobe (C)     | 2 - 1 | Nagoya Grampus    | Noevir Kobe             | 25 de noviembre | 14:00 |
| Sanfrecce Hiroshima | 3 - 0 | Gamba Osaka       | EDION Hiroshima         | 25 de noviembre | 14:00 |

| Consadole Sapporo | 0 - 2 | Urawa Red Diamonds  | Domo de Sapporo          | 3 de diciembre | 14:00 |
| Kashima Antlers   | 2 - 1 | Yokohama F. C.      | Kashima Soccer           | 3 de diciembre | 14:00 |
| Shonan Bellmare   | 0 - 1 | F. C. Tokio         | Lemon Gas Hiratsuka      | 3 de diciembre | 14:00 |
| Albirex Niigata   | 1 - 0 | Cerezo Osaka        | Denka Big Swan           | 3 de diciembre | 14:00 |
| Nagoya Grampus    | 1 - 1 | Kashiwa Reysol      | Toyota                   | 3 de diciembre | 14:00 |
| Kyoto Sanga       | 3 - 1 | Yokohama F. Marinos | Sanga Stadium by Kyocera | 3 de diciembre | 14:00 |
| Gamba Osaka       | 0 - 1 | Vissel Kobe         | Panasonic Suita          | 3 de diciembre | 14:00 |
| Avispa Fukuoka    | 0 - 1 | Sanfrecce Hiroshima | Best Denki               | 3 de diciembre | 14:00 |
| Sagan Tosu        | 0 - 1 | Kawasaki Frontale   | Ekimae Real Estate       | 3 de diciembre | 14:00 |

### Tabla de resultados cruzados
| Local \ Visitante   | ALB | AVI | CER | TOK | GAM | CON | ANT | REY | FRO | GRA | SAG | SFR | BEL | KYO | RED | VIS | YFC | FMA |
| ------------------- | --- | --- | --- | --- | --- | --- | --- | --- | --- | --- | --- | --- | --- | --- | --- | --- | --- | --- |
| Albirex Niigata     | —   | 3–2 | 1–0 | 0–0 | 1–3 | 2–2 | 0–2 | 0–0 | 1–0 | 1–3 | 1–1 | 2–0 | 2–2 | 1–3 | 1–1 | 0–1 | 3–1 | 2–1 |
| Avispa Fukuoka      | 0–1 | —   | 2–1 | 1–0 | 1–2 | 2–1 | 0–0 | 1–0 | 1–3 | 1–0 | 0–0 | 0–1 | 2–1 | 2–1 | 0–0 | 0–3 | 2–0 | 0–4 |
| Cerezo Osaka        | 2–2 | 0–1 | —   | 0–1 | 1–0 | 2–3 | 0–1 | 1–0 | 3–0 | 3–1 | 2–1 | 0–1 | 0–2 | 0–1 | 2–0 | 2–1 | 2–0 | 2–1 |
| F. C. Tokio         | 2–1 | 1–2 | 1–2 | —   | 3–0 | 1–3 | 1–3 | 1–1 | 2–1 | 2–0 | 3–2 | 1–2 | 2–2 | 2–0 | 2–0 | 2–2 | 3–1 | 2–3 |
| Gamba Osaka         | 1–1 | 1–2 | 1–2 | 3–1 | —   | 2–2 | 2–1 | 3–1 | 2–0 | 0–1 | 1–1 | 1–2 | 2–1 | 1–0 | 1–3 | 0–1 | 1–1 | 0–2 |
| Consadole Sapporo   | 0–1 | 2–2 | 1–4 | 5–1 | 4–0 | —   | 0–1 | 1–2 | 3–4 | 1–2 | 1–1 | 0–0 | 0–1 | 2–1 | 0–2 | 1–3 | 2–1 | 2–0 |
| Kashima Antlers     | 2–0 | 0–0 | 1–0 | 1–1 | 4–0 | 3–0 | —   | 1–1 | 1–2 | 2–0 | 2–1 | 1–2 | 1–0 | 0–0 | 0–0 | 1–5 | 2–1 | 1–2 |
| Kashiwa Reysol      | 0–0 | 1–3 | 1–1 | 1–1 | 2–2 | 4–5 | 1–0 | —   | 1–1 | 0–3 | 2–2 | 0–0 | 1–1 | 1–1 | 0–3 | 1–1 | 0–1 | 2–0 |
| Kawasaki Frontale   | 2–3 | 4–2 | 0–0 | 1–0 | 3–4 | 2–2 | 3–0 | 2–0 | —   | 1–2 | 1–0 | 1–0 | 1–1 | 3–3 | 1–1 | 0–1 | 3–0 | 1–2 |
| Nagoya Grampus      | 1–0 | 2–1 | 3–1 | 0–0 | 1–0 | 1–1 | 1–0 | 1–1 | 2–0 | —   | 1–1 | 2–1 | 2–2 | 1–0 | 0–0 | 2–2 | 1–1 | 2–2 |
| Sagan Tosu          | 2–0 | 0–1 | 2–1 | 1–0 | 1–1 | 1–1 | 2–2 | 1–1 | 0–1 | 1–0 | —   | 0–2 | 1–5 | 3–2 | 1–2 | 0–1 | 1–3 | 1–3 |
| Sanfrecce Hiroshima | 1–2 | 3–1 | 0–0 | 1–2 | 3–0 | 0–0 | 1–1 | 1–0 | 3–2 | 3–1 | 1–0 | —   | 1–0 | 3–1 | 2–1 | 2–0 | 1–1 | 0–1 |
| Shonan Bellmare     | 2–2 | 0–1 | 0–2 | 0–1 | 4–1 | 2–4 | 2–2 | 1–2 | 0–2 | 2–1 | 0–6 | 1–0 | —   | 0–2 | 0–1 | 1–1 | 2–2 | 1–1 |
| Kyoto Sanga         | 0–1 | 2–0 | 0–1 | 2–0 | 2–1 | 3–0 | 0–2 | 0–1 | 0–1 | 2–1 | 2–3 | 1–0 | 0–1 | —   | 0–2 | 0–3 | 2–1 | 3–1 |
| Urawa Red Diamonds  | 2–1 | 2–3 | 2–1 | 0–0 | 3–1 | 4–1 | 0–0 | 2–0 | 1–1 | 1–0 | 0–2 | 2–1 | 4–1 | 0–0 | —   | 1–2 | 1–1 | 0–0 |
| Vissel Kobe         | 0–0 | 1–0 | 1–0 | 3–2 | 4–0 | 1–1 | 3–1 | 1–1 | 2–2 | 2–1 | 2–1 | 2–0 | 2–0 | 2–1 | 0–1 | —   | 3–0 | 2–3 |
| Yokohama F. C.      | 1–0 | 1–1 | 0–1 | 1–0 | 0–0 | 1–4 | 1–3 | 1–2 | 2–1 | 0–1 | 1–2 | 0–3 | 0–1 | 1–4 | 0–0 | 2–0 | —   | 4–1 |
| Yokohama F. Marinos | 0–0 | 2–0 | 2–0 | 2–1 | 2–1 | 4–1 | 2–1 | 4–3 | 0–1 | 1–1 | 1–1 | 1–1 | 4–1 | 4–1 | 2–0 | 0–2 | 5–0 | —   |

## Estadísticas

### Máximos goleadores
| Jugador        | Goles | Club               |
| -------------- | ----- | ------------------ |
| Anderson Lopes | 7     | Yokohama F Marinos |
| Yūya Ōsako     | 7     | Vissel Kobe        |
| Shuto Machino  | 6     | Shonan Bellmare    |
| Ryotaro Ito    | 6     | Albirex Niigata    |
| Koki Ogawa     | 5     | Yokohama FC        |
| Yūma Suzuki    | 5     | Kashima Antlers    |
| Yuya Yamagishi | 4     | Avispa Fukuoka     |

### Hat-tricks o pókers
Aquí se encuentra la lista de hat-tricks y póker de goles (en general, tres o más goles marcados por un jugador en un mismo encuentro) conseguidos en la temporada.
| Fecha     | Jugador     | Goles                    | Local      | Resultado | Visitante       | Jornada   |
| --------- | ----------- | ------------------------ | ---------- | --------- | --------------- | --------- |
| 18/2/2023 | Yuki Ohashi | 0-1 3', 0-2 36', 1-4 60' | Sagan Tosu | 1 - 5     | Shonan Bellmare | Jornada 1 |

### Autogoles
| Fecha      | Jugador                  | Minuto        | Local              | Resultado | Visitante                  | Jornada    |
| ---------- | ------------------------ | ------------- | ------------------ | --------- | -------------------------- | ---------- |
| 18/2/2023  | Yoshio Koizumi           | 66' , 1 - 0   | Tokyo              | 2 - 0     | Urawa Red Diamonds         | Jornada 1  |
| 18/2/2023  | Hiroki Sakai             | 74' , 2 - 0   | Tokyo              | 2 - 0     | Urawa Red Diamonds         | Jornada 1  |
| 24/2/2023  | Takuya Wada              | 23' ,2 - 1    | Shonan Bellmare    | 2 - 2     | Yokohama                   | Jornada 2  |
| 04/3/2023  | Michael James-Fitzgerald | 17' , 0 - 1   | Albirex Niigata    | 2 - 2     | Hokkaido Consadole Sapporo | Jornada 3  |
| 04/3/2023  | Kengo Nagai              | 90+6' , 1 - 3 | Yokohama           | 1 - 3     | Kashima Antlers            | Jornada 3  |
| 12/3/2023  | Yugo Tatsuta             | 70' , 0 - 3   | Kashiwa Reysol     | 0 - 3     | Nagoya Grampus             | Jornada 4  |
| 12/3/2023  | Yatsuki Kimoto           | 45+1' , 2 - 1 | Tokyo              | 3 - 1     | Yokohama                   | Jornada 4  |
| 18/3/2022  | Keigo Tsunemoto          | 62' , 2 - 0   | Yokohama F Marinos | 2 - 1     | Kashima Antlers            | Jornada 5  |
| 01/04/2023 | Hinata Kida              | 83' , 2 - 1   | Cerezo Osaka       | 2 - 1     | Yokohama F Marinos         | Jornada 6  |
| 15/04/2023 | Shunta Tanaka            | 90+5' , 3 - 1 | Urawa Red Diamonds | 4 - 1     | Hokkaido Consadole Sapporo | Jornada 8  |
| 29/04/2023 | Tatsuki Nara             | 65' , 0 - 3   | Avispa Fukuoka     | 1 - 3     | Kawasaki Frontale          | Jornada 10 |